# Hypatios d'Éphèse
Hypatios ou Hypace d'Éphèse est l'évêque de la métropole d'Asie dans les années 530. Pendant cette période, il est l'un des chefs du parti orthodoxe dans la lutte contre le monophysisme : à ce titre, il préside la conférence convoquée par Justinien à Constantinople en 531, puis il est le porte-parole des évêques orthodoxes au concile de Constantinople en 536, où Sévère d'Antioche et les monophysites sont condamnés. De 533 à 534, l'empereur l'envoie à Rome auprès du pape Jean II pour obtenir une décision sur le théopaschisme. C'est un des premiers théoriciens qui défend l'utilisation des images dans l'art ecclésiastique, comme un moyen didactique approprié pour aider les personnes de peu d'éducation.

## Liens
- Notice dans un dictionnaire ou une encyclopédie généraliste :   - Deutsche Biographie
- Notices d'autorité :   - VIAF
  - GND
  - Norvège